# Bordzeit
Bordzeit wird die aktuell bestimmte Uhrzeit auf Fahrzeugen genannt. Dies findet insbesondere Anwendung, wenn zwischen Orten verkehrt wird, die unterschiedliche Ortszeiten besitzen. So haben zum Beispiel Amsterdam und New York einen „gesetzlichen“ Zeitunterschied von 6h.
Während auf relativ schnellen Flügen praktisch keine sinnvolle Möglichkeit besteht, sich allmählich der neuen Ortszeit anzupassen, kann dies auf wesentlich langsameren Schiffen über mehrere Tage hinweg geschehen.
Die Zeitumstellung wird oft recht willkürlich gehandhabt und an die betrieblichen Erfordernisse angepasst.
Der Zeitpunkt der Zeitumstellung hat unterschiedlichen Einfluss auf die Arbeits-/Ruhezeiten der Besatzung. So bedeutet ein Zurückstellen der Bordzeit während der Arbeitszeit eine Verlängerung des Dienstes. Die Umstellung geschieht über einen ganzen Tag, Borduhren verteilen die Zeitverlängerung bzw. -verkürzung gleichmäßig auf alle Wachen.
In der Regel wird an einem Tag maximal eine Stunde umgestellt, um Auswirkungen auf den sonnen-gesteuerten Biorhythmus zu minimieren und den Arbeitstag möglichst mit dem lichten Tag synchron zu halten. Die Umstellung muss nicht zwingend mit dem Queren der geographischen Zeitzonen zusammenfallen.
Wird häufiger zwischen Zeitzonen hin und her verkehrt, ist es jedoch praktikabler, die Bordzeit nicht ständig anzupassen und stattdessen mit der Zeitverschiebung zu leben. Während dies in der Frachtschifffahrt gängige Praxis ist, wird auf Passagierschiffen die Bordzeit vor dem Hafenanlauf auf dessen gesetzliche Ortszeit gestellt, um Verwirrungen zu vermeiden.